# بلدة بريكنريدج (ميزوري)
بلدة بريكنريدج هي واحدة من اثني عشر بلدة في مقاطعة كالدويل التابعة لولاية ميزوري في الولايات المتحدة الأمريكية. حسب تعداد الولايات المتحدة 2000، كان عدد سكانها 627 نسمة.
بريكنريدج هي بلدة تأسست في عام 1821، وعلى الأرجح جاءت تسميتها من اسم نهر داخل حدودها.

## الجغرافيا
تغطي بلدة بريكنريدج مساحة تقدر ب35.39 ميل مربع (91.7 كـم2) وتحتوي على مستوطنة مدمجة واحدة، بريكنريدج.

## وصلات خارجية
- US-Counties.com
- City-Data.com